# Glennis Grace
Glenda Hulita Elisabeth Batta (Amsterdam, 19 de juny de 1978), més coneguda com a Glennis Grace, és una cantant neerlandesa. Va guanyar el 6 d'octubre de 1994 el programa de televisió Soundmixshow amb la seva imitació de Whitney Houston. El 2005 va participar pels Països Baixos al Festival de la Cançó d'Eurovisió amb la cançó My Impossible Dream. No va arribar a la final.
El 2018 va participar en la tretzena temporada d'America's Got Talent. Va arribar a la final.